# Das Haus Tellier
Das Haus Tellier ist eine Novelle des französischen Schriftstellers Guy de Maupassant. Sie erschien erstmals 1881 als La Maison Tellier bei Paul Ollendorff in Paris, anschließend in den Zeitschriften La Lanterne (1889) und Gil Blas (1892). In deutscher Sprache erschien die Novelle 1893 im Erzählband Familie Tellier und andere Erzählungen. Mit Das Haus Tellier, deren Schauplatz ein Bordell in einer normannischen Kleinstadt ist, stellt er die gebräuchlichen Kategorien von Moral und Unmoral der Zeit in Frage.

## Hintergrund
Nachdem Guy de Maupassant 1880 mit der Novelle Boule de suif (dt. Fettklößchen) der Durchbruch gelang, starb im selben Jahr sein Förderer Gustave Flaubert unerwartet. Daraufhin kündigte Maupassant im Unterrichtsministerium und arbeitete vorerst für zwei Zeitschriften. Im Jahre 1881 entstand Das Haus Tellier, seine erste Novellensammlung. Durch den Erfolg des Bandes konnte er sich endgültig finanziell absichern.

## Handlung
Madame Tellier ist die Besitzerin und Betreiberin eines gefragten Freudenhauses in Fécamp. Im unteren Geschoss werden die Matrosen und einfachen Arbeiter bedient, im oberen die Honoratioren der Stadt. Eines Tages kommt es vor dem Haus Tellier zu einem Aufruhr: Die Tür öffnet sich nicht. Auf Einladung ihres Bruders, eines Schreiners, ist sie mit ihren Mädchen zur Erstkommunion ihrer Nichte aufs Land gefahren. Da sie das Geschäft nicht ihren Mitarbeiterinnen anvertrauen will, entschließt sie sich, die gesamte Belegschaft von fünf Prostituierten mitzunehmen.
An diesem Tag des Betriebsausflugs bleiben daher die Türen der Gastwirtschaft geschlossen. Eine Gruppe von anständigen, ehrbaren Herren der Stadt muss sich mit der ungewohnten Situation arrangieren. Für die ausgelassene Belegschaft des Etablissements lohnen sich die Zugfahrt und der anschließende Aufenthalt indes. Das Dorf bereitet den herausgeputzten Damen einen prächtigen Empfang, denn die Dorfbewohner ahnen nichts von der beruflichen Orientierung der feinen Gäste aus der Stadt. Beim Gottesdienst brechen die Prostituierten, die schon lang nicht mehr eine Kirche besucht hatten, vor Rührung in Tränen aus und stecken damit alle Besucher an. Daraufhin lobt der nichts ahnende alte Pfarrer die tief empfundene Frömmigkeit der „Damen“:

„Vor allem danke ich euch, meine lieben Schwestern, die ihr von so weit hergeeilt seid und deren Gegenwart unter uns, deren sittlicher Glaube, deren lebhafte Frömmigkeit allen ein heilsames Vorbild gewesen ist! Ihr seid die Stütze meiner Gemeinde, eure Frömmigkeit hat die anderen mitgerissen. Vielleicht hätte ohne euch dieser große Tag nicht solchen wahrhaft göttlichen Charakter getragen.“

Anschließend feiert die Gruppe in der ausgeräumten Werkstatt des Schreiners. Bald macht sich der betrunkene Hausherr über die Damen her, doch Mme. Tellier spielt die Entrüstete und dringt zum Aufbruch. Schließlich brechen die Städterinnen auf und kehren abends rechtzeitig nach Fécamp zurück, wo sie schon sehnsüchtig von den ehrbaren Bürgern erwartet werden und ausgiebig mit Champagner feiern.

## Rezeption
Mit seiner Darstellung des gutmütigen und warmherzigen Verhaltens der Frauen aus dem Bordell-Milieu sieht Katrin Burtschell den Autor in der Nähe weiterer prominenter Bordellbesucher und -darsteller der Zeit wie Edgar Degas und Henri de Toulouse-Lautrec.

## Verfilmung
- 1952 – Pläsier (Regie: Max Ophüls)
- 1964 – Un commerce tranquille (Regie: Met Welles und Guido Franco)
- 1981 – La Maison Tellier (Regie: Pierre Chevalier)
- 2008 – La Maison Tellier (Regie: Élisabeth Rappeneau)

## Textausgaben
- La maison Tellier. Ma femme. Les conseils d'une grand'mere. Paris, Louis Conard, 1908
- Familie Tellier und andere Erzählungen. Berlin, Jakobsthal, 1893.
- Novellen. Das Haus Tellier / Unter Verwandten / Die Witwe. Aus dem Französischen von Ingeborg Lahne. Stuttgart, Riedeler 1947
- La Maison Tellier. Erzählung. Mit 16 Lithographien von Henri de Toulouse-Lautrec. Hamburg, Europa Edition Günter Koch, 1948
- La Maison Tellier. Mit Illustrationen von Helmut Soltsien. Übersetzt von Ernst Sander. Hoppe 1953.